# 全国統一小学生テスト
全国統一小学生テスト（ぜんこくとういつしょうがくせいテスト）とは、四谷大塚が主催、日本全国の学習塾で一斉に行われる小学生を対象とした学力テストである。
「さあ、競争だ」のキャッチコピーを掲げ、2007年度から実施されている。受験料は無料。現在の試験会場は全国で約2000会場、民間が行う小学生の大規模なテストとしては初めての試みで、解答用紙は3年生からマークシート形式が導入されている。
受検教科は3年生は算数・国語。4、5年生は算数・国語・理科・社会または算数・国語・理科または算数・国語から選択。となっている。
2007年11月23日に行われた第1回の受験者数は、小学3年生が14,408名、小学4年生が17,284名、小学5年生が19,728名、となっており、小学生を対象にした民間のテストでは最多の51,420人が受験した。
また、2010年から2年生も参加できるようになった。解答方法は記述式になる。また、2015年から1年生も参加できるようになった。そして、2018年から年長生も参加できるようになった。
2教科はさんすう、こくごの記述式。
学年成績上位50名による「決勝大会」も行われる。これは、3年生以上で、東京のお茶の水会場までの往復交通費（付添1名含む）は全額支給され、遠方の場合は前泊の宿泊施設も用意される。記述式で、作文がある。このテストの学年成績上位30名はiPadが贈呈される。ただし、4年生の6月のテストで上位30位までに入ると、アイビーリーグでアメリカに行くことができる。iPadはない。

## 実施日一覧
毎年6月と11月に実施されている。試験日は6月実施分は同月第1か第2日曜日に、11月実施分は同月の国民の祝日（文化の日または勤労感謝の日、及びその振替休日）に設定される場合が多い。
- 第1回 - 2007年11月23日
- 第2回 - 2008年6月8日
- 第3回 - 2008年11月3日
- 第4回 - 2009年6月7日
- 第5回 - 2009年11月3日
- 第6回 - 2010年6月6日
- 第7回 - 2010年11月3日
- 第8回 - 2011年6月5日
- 第9回 - 2011年11月3日
- 第10回 - 2012年6月3日
- 第11回-2012年11月3日
- 第12回-2013年6月2日
- 第13回-2013年11月3日
- 第14回-2014年6月1日
- 第15回-2014年11月3日
- 第16回-2015年6月7日
- 第17回-2015年11月3日
- 第18回-2016年6月5日
- 第19回-2016年11月3日
- 第20回-2017年6月4日
- 第21回-2017年11月3日
- 第22回-2018年6月3日
- 第23回-2018年11月3日
- 第24回-2019年6月2日
- 第25回-2019年11月3日
- 第26回-2020年6月28日
- 第27回-2020年11月3日
- 第28回-2021年6月6日
- 第29回-2021年11月3日
- 第30回-2022年6月5日
- 第31回-2022年11月3日
- なお、2020年6月は、新型コロナウイルスの影響で3週間ほど延期されたが、それ以降は通常通り実施している。